# Lijst van voetbalinterlands Ivoorkust - Zuid-Afrika
Deze lijst van voetbalinterlands is een overzicht van alle officiële voetbalwedstrijden tussen de nationale teams van Ivoorkust en Zuid-Afrika. De Afrikaanse landen hebben tot op heden acht keer tegen elkaar gespeeld. De eerste ontmoeting, een vriendschappelijke wedstrijd, vond plaats op 30 november 1994 in Port Elizabeth. Het laatste duel, eveneens een vriendschappelijke wedstrijd, werd gespeeld in Abidjan op 17 oktober 2023.

## Wedstrijden
| № | Plaats         | Datum            | Competitie                   | Wedstrijd               | Uitslag |
| - | -------------- | ---------------- | ---------------------------- | ----------------------- | ------- |
| 1 | Port Elizabeth | 30 november 1994 | Vriendschappelijk            | Zuid-Afrika − Ivoorkust | 0 − 0   |
| 2 | Bobo-Dioulasso | 11 februari 1998 | Afrika Cup 1998              | Zuid-Afrika − Ivoorkust | 1 − 1   |
| 3 | Abidjan        | 8 september 2002 | Afrika Cup 2004 kwalificatie | Ivoorkust − Zuid-Afrika | 0 − 0   |
| 4 | Johannesburg   | 22 juni 2003     | Afrika Cup 2004 kwalificatie | Zuid-Afrika − Ivoorkust | 2 − 1   |
| 5 | Port Elizabeth | 12 november 2011 | Vriendschappelijk            | Zuid-Afrika − Ivoorkust | 1 − 1   |
| 6 | Nelspruit      | 30 november 2014 | Vriendschappelijk            | Zuid-Afrika − Ivoorkust | 2 − 0   |
| 7 | Caïro          | 24 juni 2019     | Afrika Cup 2019              | Ivoorkust − Zuid-Afrika | 1 − 0   |
| 8 | Abidjan        | 17 oktober 2023  | Vriendschappelijk            | Ivoorkust − Zuid-Afrika | 1 − 1   |

## Samenvatting
| Competitie              | Totaal gespeeld | Winst Ivoorkust | Gelijk | Winst Zuid-Afrika | Doelsaldo Ivoorkust – Zuid-Afrika |
| ----------------------- | --------------- | --------------- | ------ | ----------------- | --------------------------------- |
| Afrika Cup              | 2               | 1               | 1      | 0                 | 2 − 1                             |
| Afrika Cup-kwalificatie | 2               | 0               | 1      | 1                 | 1 − 2                             |
| Vriendschappelijk       | 4               | 0               | 3      | 1                 | 2 − 4                             |
| Totaal                  | 8               | 1               | 5      | 2                 | 5 − 7                             |

## Details

### Eerste ontmoeting
| Vriendschappelijk (Port Elizabeth, Zuid-Afrika, 30 november 1994): |       |           |
| Zuid-Afrika                                                        | 0 – 0 | Ivoorkust |
|                                                                    | goals |           |

### Tweede ontmoeting
| Afrika Cup 1998 (Bobo-Dioulasso, Burkina Faso, 11 februari 1998): |       |                    |
| Zuid-Afrika                                                       | 1 – 1 | Ivoorkust          |
| Helman Mkhalele 7' (pen.)                                         | goals | 88' Ahmed Ouattara |

### Derde ontmoeting
| Afrika Cup 2004 kwalificatie (Abidjan, Ivoorkust, 8 september 2002): |       |             |
| Ivoorkust                                                            | 0 – 0 | Zuid-Afrika |
|                                                                      | goals |             |

FIF · A-internationals · Selecties · Bondscoaches · Statistieken · Ivoriaans vrouwenelftal · Ivoorkust U21 · Ivoorkust U20 · Ivoorkust U19 · Ivoorkust U18 · Ivoorkust U17
1960 – 1969 ·
1970 – 1979 ·
1980 – 1989 ·
1990 – 1999 ·
2000 – 2009 ·
2010 – 2019 ·
2020 − 2029
WK 2006 · 
WK 2010 · 
WK 2014
OS 2008 · 
OS 2020
1960 ·
1961 ·
1962 ·
1963 ·
1964 · 
1965 ·
1966 · 
1967 ·
1968 ·
1969 ·
1970 ·
1971 ·
1972 ·
1973 ·
1974 ·
1975 ·
1976 ·
1977 ·
1978 · 
1979 ·
1980 ·
1981 · 
1982 ·
1983 ·
1984 ·
1985 ·
1986 ·
1987 ·
1988 ·
1989 ·
1990 ·
1991 ·
1992 · 
1993 · 
1994 · 
1995 · 
1996 · 
1997 · 
1998 · 
1999 · 
2000 · 
2001 · 
2002 · 
2003 · 
2004 · 
2005 · 
2006 · 
2007 · 
2008 · 
2009 · 
2010 · 
2011 · 
2012 · 
2013 ·
2014 ·
2015 ·
2016 ·
2017 ·
2018 ·
2019 ·
2020 ·
2021 ·
2022 ·
2023 ·
2024
Algerije ·
Angola ·
Argentinië ·
België ·
Benin ·
Bosnië en Herzegovina ·
Botswana ·
Brazilië ·
Burkina Faso ·
Burundi ·
Centraal-Afrikaanse Republiek ·
Chili ·
Colombia ·
Comoren ·
Congo-Brazzaville ·
Congo-Kinshasa ·
Duitsland ·
Egypte ·
El Salvador ·
Engeland ·
Equatoriaal-Guinea ·
Ethiopië ·
Frankrijk ·
Gabon ·
Gambia ·
Ghana ·
Griekenland ·
Guinee ·
Guinee-Bissau ·
Hongarije ·
Israël ·
Italië ·
Japan ·
Jordanië ·
Kameroen ·
Kenia ·
Koeweit ·
Lesotho ·
Liberia ·
Libië ·
Madagaskar ·
Malawi ·
Mali ·
Marokko ·
Mauritanië ·
Mauritius ·
Mexico ·
Moldavië ·
Mozambique ·
Namibië ·
Nederland ·
Niger ·
Nigeria ·
Noord-Korea ·
Oeganda ·
Oostenrijk ·
Paraguay ·
Polen ·
Portugal ·
Qatar ·
Roemenië ·
Rusland ·
Rwanda ·
Senegal ·
Servië en Montenegro ·
Seychellen ·
Sierra Leone ·
Slovenië ·
Soedan ·
Spanje ·
Tanzania ·
Togo ·
Tsjaad ·
Tunesië ·
Turkije ·
Uruguay ·
Verenigde Staten ·
Zambia ·
Zimbabwe ·
Zuid-Afrika ·
Zuid-Korea ·
Zweden ·
Zwitserland
Argentinië (2006) · 
Colombia (2014) ·
Ghana (2015) ·
Griekenland (2014) · 
Japan (2014) ·  
Nederland (2006) · 
Noord-Korea (2010) · 
Servië en Montenegro (2006) ·
Zambia (2012)
SAFA · A-internationals · Bondscoaches · Selecties · Statistieken · Zuid-Afrikaans vrouwenelftal · Olympisch elftal · Zuid-Afrika U21 · Zuid-Afrika U19 · Zuid-Afrika U17
1906 – 1919 ·
1920 – 1929 ·
1930 – 1939 ·
1940 – 1949 · 
1950 – 1959 · 
1960 – 1969 · 
1970 – 1979 · 
1980 – 1989 · 
1990 – 1999 · 
2000 – 2009 · 
2010 – 2019 ·
2020 − 2029
AC 1996 · 
AC 1998 · 
AC 2000 · 
AC 2002 · 
AC 2004 · 
AC 2006 · 
AC 2008 · 
AC 2013
WK 1998 · 
WK 2002 · 
WK 2010
OS 2000 ·
OS 2016 ·
OS 2020
1947 · 
1948–1949 · 
1950 · 
1951-1952 ·
1953 · 
1954 · 
1955 · 
1956–1991 · 
1992 · 
1993 · 
1994 · 
1995 · 
1996 · 
1997 · 
1998 · 
1999 · 
2000 · 
2001 · 
2002 · 
2003 · 
2004 · 
2005 · 
2006 · 
2007 · 
2008 · 
2009 · 
2010 · 
2011 · 
2012 · 
2013 · 
2014 · 
2015 · 
2016 ·
2017 ·
2018 ·
2019 ·
2020 ·
2021 ·
2022 ·
2023 ·
2024
Algerije ·
Andorra ·
Angola ·
Argentinië ·
Australië ·
Benin ·
Bolivia ·
Botswana ·
Brazilië ·
Bulgarije ·
Burkina Faso ·
Burundi ·
Canada ·
Centraal-Afrikaanse Republiek ·
Chili ·
Colombia ·
Comoren ·
Congo-Brazzaville ·
Congo-Kinshasa ·
Costa Rica ·
Denemarken ·
Duitsland ·
Ecuador ·
Egypte ·
Engeland ·
Equatoriaal-Guinea ·
Ethiopië ·
Frankrijk ·
Gabon ·
Gambia ·
Georgië ·
Ghana ·
Guatemala ·
Guinee ·
Guinee-Bissau ·
Honduras ·
Ierland ·
IJsland ·
Irak ·
Israël ·
Italië ·
Ivoorkust ·
Jamaica ·
Japan ·
Kaapverdië ·
Kameroen ·
Kenia ·
Lesotho ·
Liberia ·
Libië ·
Madagaskar ·
Malawi ·
Mali ·
Malta ·
Marokko ·
Mauritanië ·
Mauritius ·
Mexico ·
Mozambique ·
Namibië ·
Nederland ·
Nieuw-Zeeland ·
Niger ·
Nigeria ·
Noord-Korea ·
Noorwegen ·
Oeganda ·
Panama ·
Paraguay ·
Polen ·
Portugal ·
Rwanda ·
Saoedi-Arabië ·
Sao Tomé en Principe ·
Schotland ·
Senegal ·
Servië ·
Seychellen ·
Sierra Leone ·
Slovenië ·
Soedan ·
Spanje ·
Swaziland ·
Tanzania ·
Thailand ·
Trinidad en Tobago ·
Tsjaad ·
Tsjechië ·
Tunesië ·
Turkije ·
Uruguay ·
Verenigde Arabische Emiraten ·
Verenigde Staten ·
Zambia ·
Zimbabwe ·
Zuid-Soedan ·
Zweden
Frankrijk (2010) ·
Mexico (2010) ·
Paraguay (2002) · 
Slovenië (2002) · 
Spanje (2002) · 
Uruguay (2010)